# Инавасиро
Инавасиро (яп. 猪苗代町 Инавасиро-мати) — посёлок в Японии, находящийся в уезде Яма префектуры Фукусима. Площадь посёлка составляет 395,00 км², население — 15 010 человек (1 августа 2014), плотность населения — 38,00 чел./км².

## Географическое положение
Посёлок расположен на острове Хонсю в префектуре Фукусима региона Тохоку. С ним граничат города Фукусима, Нихоммацу, Корияма, Айдзувакамацу, Йонедзава, посёлок Бандай и село Китасиобара.
Примерно в 6 км на северо-запад от посёлка расположена вершина вулкана Бандай.

## Население
Население посёлка составляет 15 010 человек (1 августа 2014), а плотность — 38,00 чел./км². Изменение численности населения с 1980 по 2005 годы:
| 1980 | 19 717 чел. |  |
| 1985 | 19 146 чел. |  |
| 1990 | 18 839 чел. |  |
| 1995 | 18 874 чел. |  |
| 2000 | 18 178 чел. |  |
| 2005 | 17 009 чел. |  |

## Символика
Деревом посёлка считается Sorbus commixta, цветком — Habenaria radiata, птицей — лебедь.